# Bandjikaky
Bandjikaky je vesnice v regionu Ziguinchor v Senegalu.

## Geografie
Bandjikaky se nachází v nadmořské výšce 22 m n. m. v oblasti Casamance.

## Obyvatelstvo
V roce 2002 žilo ve vesnici Bandjikaky 822 obyvatel.